# علی‌اصغر عنابستانی
علی‌اصغر عنابستانی (زادهٔ ۱۳۵۰ در سبزوار) سیاستمدار اصولگرای ایرانی است که به‌عنوان نماینده سبزوار در دوره یازدهم مجلس شورای اسلامی فعالیت می‌کرد. او در دولت دهم بین سال‌های ۱۳۸۹ تا ۱۳۹۲ سمت استاندار چهارمحال و بختیاری را برعهده داشت.
او پیش از این مدیرکل امور اجتماعی استانداری خراسان رضوی در دولت نهم و پس از آن معاون استانداری این استان و فرماندار شهرستان سبزوار بود. عنابستانی در سال ۱۳۸۴ مسئول ستاد انتخاباتی محمود احمدی‌نژاد بود و در آستانه انتخابات ریاست‌جمهوری سال ۱۳۸۸ از فرمانداری سبزوار استعفا کرد و مسئولیت ستاد مردمی محمود احمدی‌نژاد در استان خراسان رضوی را به عهده گرفت. وی پس از انتخابات دوره دهم ریاست‌جمهوری به عنوان معاون امور اجتماعی دستیار ارشد رئیس‌جمهور در نهاد ریاست‌جمهوری مشغول به فعالیت شد.
عنابستانی از از امضاکنندگان طرح ممنوعیت مذاکرهٔ مسئولان و مقامات جمهوری اسلامی ایران با مقامات ایالات متحدهٔ آمریکا بوده‌ و از رأی‌دهندگان موافق به طرح صیانت از فضای مجازی بوده است.
عنابستانی در دوره نمایندگی، با ۳۲ سِمَت و بیش از ۳۲۰ نطق، از فعالترین نماینده‌های دوره یازدهم مجلس شورای اسلامی بود.
او همچنین از نویسندگان اصلی طرح تسهیل مجوزهای کسب و کار، سخنگوی کمیسیون جوانی جمعیت، سخنگوی طرح صیانت از کاربران فضای مجازی و رئیس کمیتهٔ اشتغال مجلس بود.

## پیشینه کاری
- معاون استانداری خراسان رضوی و فرماندار شهرستان سبزوار ۱۳۸۵
- وکیل دادگستری و عضو کانون وکلای دادگستری استان خراسان
- معاون دستیار ارشد رئیس‌جمهور ایران ۱۳۸۸
- استاندار چهارمحال و بختیاری ۱۳۸۹
- مشاورعالی شهردار مشهد ۱۳۹۲
- جانشین شهردار مشهد در کلیه امور مربوط به مشهد پایتخت فرهنگی جهان اسلام ۲۰۱۷
- صاحب امتیاز و مدیر مسئول نشریه گام سوم[۷]

## سیلی زدن به سرباز
در ۳ بهمن ۱۳۹۹ ممانعت یک سرباز وظیفه پلیس راهور به نام عابد اکبری از ورود بدون مجوز خودرو وی به خط ویژه اتوبوس در محدودهٔ دروازه دولت تهران، علی‌اصغر عنابستانی عصبانی شد، از خودرو پیاده شده، به‌صورت این سرباز سیلی زد. پس از اینکه فیلم این اتفاق در فضای مجازی همه‌گیر شد در خبرگزاری‌های مختلف به آن پرداخته شد.

### شکایت پلیس راهور
پس از این اتفاق پلیس راهور شکایت خود را از وی به دادسرا ارائه داد. عنابستانی نیز پس از اعلام وصول شکایت پلیس، شکایتی را علیه این سرباز ثبت کرد.

### محکومیت
دادگاه در رأی بدوی به اتهام ضربه (سیلی) به سرباز ناجا وی را به سه ماه و یک روز حبس محکوم کرده است.

### اظهارات
عنابستانی پس از رسانه ای شدن خبر، ماجرای سیلی را به‌کلی تکذیب کرد و گفت «اینکه گفته می‌شود، بر صورت سرباز پلیس راهور سیلی زدم، اصلاً صحت ندارد. من در اثر عصبانیت فقط سرباز را که در حال توهین بود، هل دادم».
او در آخرین اظهار نظر خود پس از محکومیت دادگاه بدوی در مجلس شورای اسلامی در نطق میان‌دستور خود گفت: «قانون، فصل‌الخطاب بوده و هست. فرقی نمی‌کند که بالاترین مقام اجرایی باشی از آن تمکین نکنید یا وزیر باشی و ترک فعلی کنی یا خردتر و ساده‌تر، عنابستانی باشی، که به علت خستگی سربازی که توهین کرده است را [هُل] بدهی. سوگند خوردم از قانون اطاعت کنم و پای این سوگند هستم، همچنان‌که در ۱۵سالگی جانم را در طَبَق اخلاص گذاشتم.»
عنابستانی همچنین از سرباز راهور به دلیل توهین و تهمت ناروا شکایت کرد و در نهایت با عذرخواهیِ عنابستانی و رضایت طرفین، پرونده مختومه شد.

## مصاحبه ها و اقدامات

### حجاب
عنابستانی در میانه خیزش ۱۴۰۱ ایران در یک مصاحبه گفت: «دختران جامعه ما، دختران ما هستند، هرجور زندگی کنند من جان خود را برای آنها فدا خواهم کرد. می‌خواهد سرش لخت باشد، می‌خواهد حجاب را رعایت نکند، می‌خواهد یک طور دیگر فکر کند یا اصلا می‌خواهد به من فحش بدهد یا من را قبول نداشته باشد.»
وی در اظهارات دیگری در مورد حجاب بیان کرده بود، اگر حساسیتی روی مسئله حجاب به خرج داده نشود، شاهد برهنگی بیشتر و متأسفانه فساد ناشی از آن خواهیم شد. از این‌رو باید به موضوع حجاب و اجرای قوانین آن، بها داد. 

### اینستاگرام به ما پیام فرستاده
عنابستانی در زمان تصویب طرح صیانت گفت: «وقتی اینستاگرام ۵۰ درصد از پهنای باند کشور را می‌بلعد باید چهارچوب ما را بپذیرد و مطمئن باشید آن موقع، خودش را با ما وفق می‌داد. اکنون که اینستاگرام در ایران فیلتر شده، آن‌ها برای ما پیام فرستاده‌اند که شرایط شما چیست؟ دوستان در وزارت ارتباطات و شورای عالی امنیت ملی در حال بررسی موضوع هستند».

### طرح تسهیل مجوزهای کسب و کار
عنابستانی نویسنده اصلی طرح تسهیل مجوزهای کسب و کار است که مطابق آن اخذ مجوزهای کسب و کار از زمان ثبت نام تا صدور، ۳ روز به طول میانجامد